# Sidste nat i Twisted River
Sidste nat i Twisted River er en roman skrevet af den amerikanske forfatter John Irving.

## Handling
Sidste nat i Twisted River starter i 1954 i spisehuset i en savværks- og skovhuggerby i den nordlige del af staten New Hampshire, hvor den ængstelige 12-årige dreng Danny forveksler den lokale undersherifs kæreste med en bjørn – med katastrofale konsekvenser til følge.
Hans far, Dominic, enkemand og kok på stedet, kender til undersheriffens temperament og beslutter, at de nok gør bedst i omgående at forlade området. Danny og Dominic begiver sig derfor ud på en rejse, der fører dem til Boston, videre til det sydlige Vermont og til slut til Toronto. Deres tur strækker sig over de følgende fem årtier og byder på en lang række begivenheder og møder med mennesker.
Sidste nat i Twisted River bevæger sig både i tid og sted og bliver et billede af USA gennem halvtreds år – og ikke mindst er rørende portræt af en far og hans søn. Som altid er John Irvings velkendte univers fuld af elskelige eksistenser og skæve situationer, beskrevet med lige dele humor og dyb alvor.